# San Lorenzo Victoria
San Lorenzo Victoria är en kommun i Mexiko.   Den ligger i delstaten Oaxaca, i den sydöstra delen av landet, 230 km sydost om huvudstaden Mexico City.
Följande samhällen finns i San Lorenzo Victoria:
- San Jerónimo Nuchita